# Miguel Hidalgo y Costilla
Don Miguel Hidalgo, de nom complet Miguel Gregorio Antonio Ignacio Hidalgo y Costilla Mandarte Villaseñor y Lomelí (Corralejo, Guanajuato, 8 de maig, 1753 – San Cristóbal Ecatepec, 30 de juliol, 1811), fou el cap de la revolta novohispana a favor de la igualtat de totes les ètnies del virregnat i la redistribució de la terra, a més del suport a Ferran VII contra les forces invasores de Napoleó. És considerat l'home que va iniciar la independència de Mèxic, encara que en realitat només buscava una autonomia més gran per a la Nova Espanya.
Era vicari de l'església de Dolores de Guanajuato, on inicià l'educació popular, raó per la qual fou considerat com a intel·lectual perillós i heretge per la Inquisició. Hidalgo parlava castellà, mexicà, francès, llatí, otomí i tarasco.
El 16 de setembre de 1810, va fer la proclama coneguda com a Grito de Dolores ("¡Viva la religión!, ¡viva nuestra madre santísima de Guadalupe!, ¡viva Fernando VII!, ¡viva la América y muera el mal gobierno!"),, amb suport de 300 partidaris, entre ells molts indis nahua i otomí. L'objectiu era prendre el control de la Nova Espanya fins que els francesos deixessin d'ocupar el territori espanyol i Ferran VII tornés al poder.
Va vèncer els reialistes a San Miguel el Grande, Celaya (20 de setembre), Guanajuato (29 de setembre), i Valladolid (avui dia Morelia) (17 d'octubre), però fou vençut per Calleja a Aculco (7 de novembre) quan marxava sobre la ciutat de Mèxic. Fou capturat a Norias de Baján quan fugia als Estats Units, i afusellat poc després. Un indi tarahumara li va tallar el cap després de mort per a cobrar una bonificació de vint pesos.
Atès que va començar la revolta per la independència de Mèxic, ha estat considerat pels mexicans com el Pare de la Pàtria. En honor seu, un estat de Mèxic porta el seu nom (Hidalgo).